# Шлемм, Фридрих
Фридрих Шлемм (11 декабря 1795, близ Зальцгиттера, Герцогство Саксен-Лауэнбург — 27 мая 1858, Берлин) — немецкий медик, анатом, хирург, педагог, профессор Берлинского университета (с 1829). Доктор медицины.

## Биография
Поскольку семья Фридриха Шлема не могла обеспечить ему обучение в медицинском институте, он первоначально учился на парикмахера в Брауншвейге. Однако посещал лекции по анатомии и хирургии в Анатомо-хирургическом институте.
С 1813 года обучался в анатомо-хирургическом институте в Брауншвейге, в 1817 году продолжил учёбу в Берлине. Работал военным хирургом. Директор Анатомического театра анатомо-зоотомического музея при Берлинском университете Карл Асмунд Рудольфи заметил его навыки и поддержал дальнейшую анатомическую карьеру Ф. Шлемма.
В 1821 году он защитил докторскую диссертацию и стал профессором Берлинского университета. В 1829 году стал экстраординарным, в 1833 году — полным профессором анатомии.
В качестве профессора анатомии вместе с Иоганном Мюллером работал на кафедре анатомии и физиологии. Позже был назначен тайным медицинским советником.
Был выдающимся анатомом и изданный им курс хирургических операций пользовался популярностью в Берлине. Помимо своей практической анатомической деятельности также давал курсы по оперативной хирургии, в течение продолжительного времени вёл единственные такие курсы в Берлине. Ф. Шлемм прославился своими хирургическими операциями, проводимых на трупах. Он также был известен тем, что вводил красный воск в артерии, чтобы облегчить определение места операции.
Шлемм был первым, кто описал роговичные нервы глаза, а также венозный синус склеры, известный ныне как Канал Шлемма.

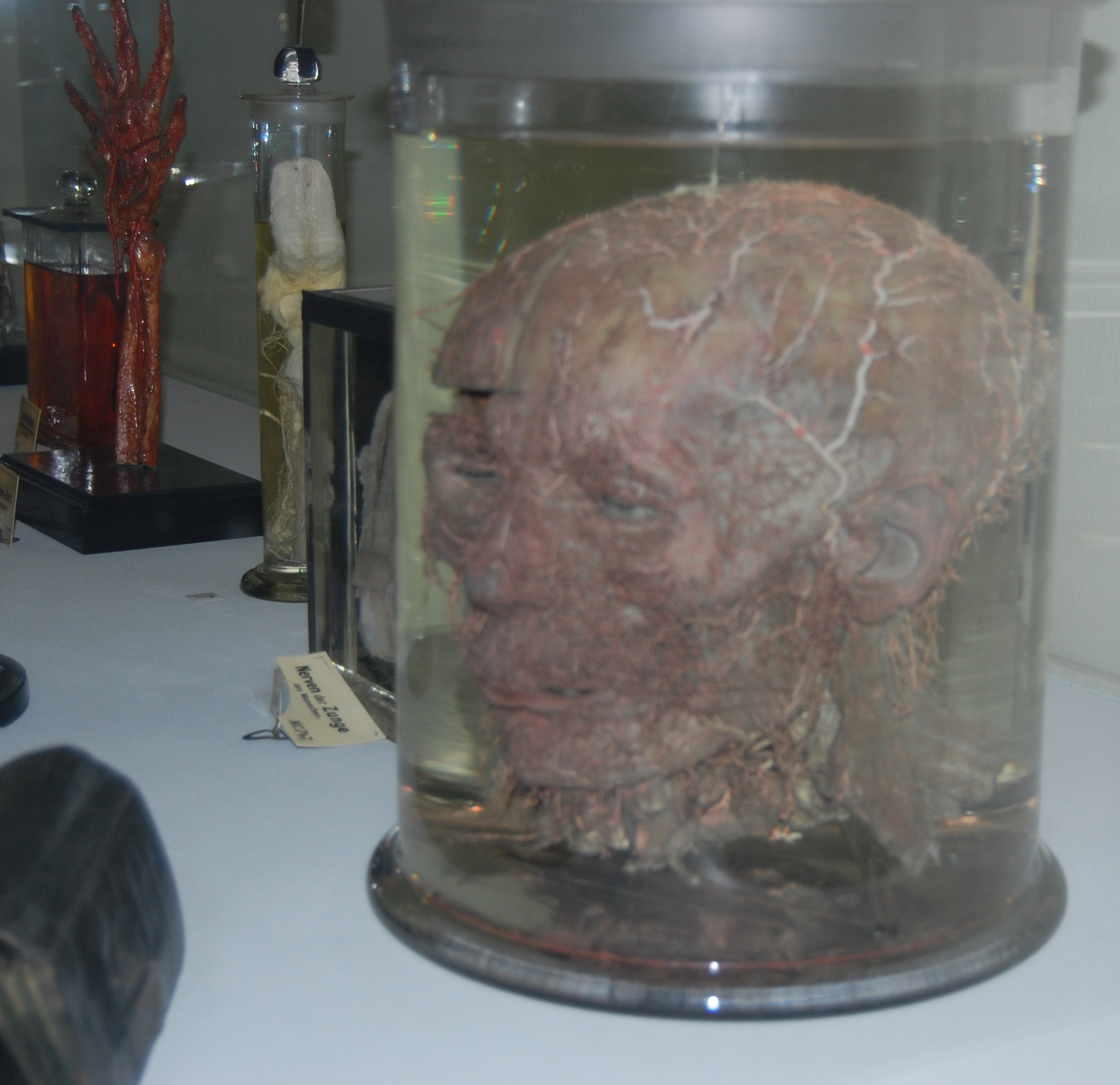
Череп с тщательно выделенными артериями, подготовленный Фридрихом Шлеммом. Центр анатомии при Берлинском университете (2008).

Был членом берлинской масонской ложи «Zum Pilgrim».

## Избранные труды
- «De articarium faciei anastomosibus». Докторская диссертация (Берлин, 1821);
- «Arteriarum capitis superficialium icon nova» (Берлин, 1830);
- «Аnatomische Beschreibung des Blutgefässystems der Schlangen [Tiedemann and Treviranus] Zeitschrift für Physiologie» (Гейдельберг, 1826);
- «Observationes neurologicæ, quas ut locum in facult. med… rite obtineret, scripsit» (ib., 1834);
- «Anatomisch-pathologische Beobachtungen» (1833).